# الحمراء (طانف)

تعديل مصدري - تعديل

الحمراء محلة تابعة لقرية طانف، التابعة لعزلة شقح وطانف بمديرية ذي السفال إحدى مديريات محافظة إب في الجمهورية اليمنية، بلغ تعداد سكانها 81 حسب تعداد اليمن لعام 2004.